# Seminario Diocesano Nuestra Señora de los Apóstoles
El Seminario Diocesano Nuestra Señora de los Apóstoles, es un seminario situado en el Cerro de los Ángeles (Getafe). Es propiedad de la diócesis de Getafe y sirve de residencia y centro de estudios para formar a los seminaristas de esta diócesis. Durante el curso 2016-17 se formaron 28 seminaristas.

## Historia
En 1991, se desmembra la archidiócesis de Madrid-Alcalá, formando la provincia Eclesiástica de Madrid, junto a las nuevas diócesis de Alcalá de Henares y Getafe. En la diócesis de Getafe, los seminaristas aun dependían del Seminario Conciliar de Madrid. En octubre de 1992, el obispo Francisco José Pérez y Fernández-Golfín, decide abrir una comunidad de seminaristas de Getafe en su Palacio Episcopal. Este era un antiguo colegio de las Misioneras Cruzadas de la Iglesia, que se ofreció como medio temporal para ser la residencia del obispo. Al principio, los 11 seminaristas se instalaron en Cubas de la Sagra (Madrid). Estos estaban bajo la tutela del sacerdote Rafael Zornoza Boy, secretario del obispo. Aun así, los seminaristas se seguían desplazando para estudiar a Madrid. Tras dos años en Cubas de la Sagra, el Seminario Diocesano de Getafe se muda al Cerro de los Ángeles. El primer año contó con 39 seminaristas.
Con ocasión de la fiesta de San José, el Seminario "Ntra. Sra. de los Apóstoles" fue erigido por el obispo el 19 de marzo de 1994, siendo su primer rector Rafael Zornoza Boy.
El texto de la ericción es el siguiente:

Erijo el Seminario Diocesano de Getafe “Ntra. Sra. de los Apóstoles” con sede en El Cerro de los Ángeles con los derechos y prerrogativas que le son inherentes, gozando de la personalidad jurídica que el Derecho canónico le confiere (c. 238 & 1).
Su dotación económica estará constituida por las donaciones y legados; por las rentas propias; por colectas destinadas a este fin a tenor de los cánones 264 & 1 y 1266; por las aportaciones de la Administración diocesana y, en caso de necesidad, por el tributo especial regulado por el canon 264 de la legislación canónica.
Me es grato concluir este importante documento con las siguientes recomendaciones conciliares: “El deber de fomentar las vocaciones atañe a toda la comunidad cristiana” (O.T. n. 2 a). “Todos los sacerdotes consideren el Seminario como el corazón de la diócesis y préstenle con gusto su personal colaboración” (ib. n. 5 b).
Me propongo, por mi parte, seguir gustosamente las consignas del propio Concilio Vaticano II, a saber, “alentar con asidua y atenta predilección a cuantos trabajan en el Seminario y mostrarme a los seminaristas como verdadero padre en Cristo” (Ib. n. 5, b).
En Getafe, a diecinueve de marzo de mil novecientos noventa y cuatro.
Fdo. Francisco José Pérez y Fernández-Golfín, Obispo de Getafe